# رايموند د. غاري
رايموند د. غاري (بالإنجليزية: Raymond D. Gary)‏ هو سياسي أمريكي، ولد في 21 يناير 1908 في مقاطعة مارشال في الولايات المتحدة، وتوفي في 11 ديسمبر 1993. حزبياً، نشط في الحزب الديمقراطي. وقد انتخب عضو مجلس ولاية أوكلاهوما وانتخب حاكم أوكلاهوما ‏ (10 يناير 1955 – 12 يناير 1959).